# Alberto Undiano Mallenco
Alberto Undiano Mallenco (Pamplona, 8 de octubre de 1973) es un exárbitro de fútbol español. Arbitró en la Primera División de España desde 2000 hasta su retirada en 2019. Pertenecía al Comité Navarro de Árbitros de Fútbol. Además suele colaborar en la formación e iniciación de nuevos colegiados en este comité.

## Trayectoria
Undiano Mallenco es licenciado en Sociología por la Universidad Pública de Navarra (1996) y licenciado en Ciencias Políticas por la Universidad Nacional de Educación a Distancia (2003). En 2008 fue nombrado subdirector del área de Bienestar Social y Deporte de Ayuntamiento de Pamplona, gobernado por Unión del Pueblo Navarro.
Se inició como árbitro de fútbol en la temporada 1989/90. Tras su paso por las divisiones regionales de Navarra donde arbitró durante cinco temporadas, ascendió a Tercera División donde únicamente estuvo en la temporada 1994/95. En Segunda B permaneció 2 temporadas, hasta que dio el salto a Segunda División en la temporada 1997/98. 
En la categoría de plata del fútbol español arbitró 3 temporadas y en la temporada 2000/01 se estrenó en la máxima división de La Liga. Debutó en Primera División de España el 10 de septiembre de 2000, con 26 años, en un Club Deportivo Numancia-Real Oviedo (1-0) ostentando, hasta el momento, el récord de ser el árbitro más joven en ascender a primera.
Dirigió el partido de ida de la Supercopa de España de 2005 entre el Fútbol Club Barcelona y el Real Betis Balompié (1-2) y dos años después sería el encargado de arbitrar el partido de vuelta de la Supercopa de España de 2007 entre el Real Madrid Club de Fútbol y el Sevilla Fútbol Club (3-5).
El 20 de abril de 2011 fue el encargado de dirigir la final de la Copa del Rey entre el Fútbol Club Barcelona y el Real Madrid Club de Fútbol (0-1). Anteriormente, también dirigió la final de la Copa del Rey de la temporada 2007/08 que enfrentó al Valencia Club de Fútbol y al Getafe Club de Fútbol (3-1).
Dirigió el partido de ida de la Supercopa de España de Fútbol 2013 entre el Club Atlético de Madrid y el Fútbol Club Barcelona (1-1).
El 22 de septiembre de 2014, Alberto Undiano llegó a la cifra de 250 partidos como árbitro de Primera División, igualando así a Muñiz Fernández, Mejuto González y Pérez Lasa.
El 22 de enero de 2017, llegó a la cifra de 300 partidos como árbitro de Primera División, convirtiéndose en el primer colegiado que llega a esa cifra.
El 2 de marzo de 2019 dirigió su último clásico, en el Estadio Santiago Bernabéu, correspondiente a la jornada 26 de la Primera División de España 2018-19 (0-1), sustituyendo, al lesionado e inicialmente designado, Alejandro José Hernández Hernández.
El 19 de mayo de 2019 dirigió su último partido en Primera División en el Santiago Bernabeu, entre el Real Madrid Club de Fútbol y el Real Betis Balompié (0–2).
El 25 de mayo de 2019 puso fin a su carrera arbitral en España dirigiendo la final de la Copa del Rey entre el Fútbol Club Barcelona  y el Valencia Club de Fútbol (1-2).
Su último partido, fue el 9 de junio de 2019, dirigiendo la Final de la Final Four de la Liga de Naciones de la UEFA 2018-19, entre Portugal y Países Bajos, con victoria de los lusos por 1-0, acabando así una carrera de 19 años.

## Internacional
Obtiene la escarapela FIFA el 1 de enero de 2004. En 2005 arbitró una semifinal del Campeonato de Europa sub-19 entre Francia-Alemania. En 2006 arbitró la semifinal del Campeonato de Europa sub-21 entre las selecciones de Francia-Países Bajos. En verano de 2007 participó en la Copa Mundial de Fútbol Sub-20 de 2007 que se jugó en Canadá y donde arbitró la final entre la República Checa-Argentina. 
En competiciones de clubes ha dirigido partidos de Liga de Campeones de la UEFA, Copa de la UEFA y Copa Intertoto de la UEFA. También ha arbitrado en las ligas de Rusia, Catar y Arabia Saudí.
El 5 de febrero la FIFA anunció que Alberto Undiano sería el representante español para la Copa Mundial de Fútbol de 2010 en Sudáfrica. Allí arbitró 3 encuentros: Alemania - Serbia (0-1), el 18 de junio (grupo D); Corea del Norte - Costa de Marfil (0-3), el 25 de junio (grupo G); Países Bajos - Eslovaquia (2-1), el 28 de junio (octavos de final). Además, actuó como árbitro asistente en el partido Uruguay - Ghana (1-1, 4-2 en penaltis), el 2 de julio (cuartos de final).
| Copa Mundial de Fútbol Sub-20 de 2007 | Copa Mundial de Fútbol Sub-20 de 2007 | Copa Mundial de Fútbol Sub-20 de 2007 | Copa Mundial de Fútbol Sub-20 de 2007 |
| Fecha                                 | Partido                               | Resultado                             | Ronda                                 |
| ------------------------------------- | ------------------------------------- | ------------------------------------- | ------------------------------------- |
| 1 de julio de 2007                    | Canadá – Chile                        | 0-3                                   | Fase de grupos                        |
| 3 de julio de 2007                    | Brasil – Estados Unidos               | 1-2                                   | Fase de grupos                        |
| 6 de julio de 2007                    | República Checa – Corea del Norte     | 2-2                                   | Fase de grupos                        |
| 15 de julio de 2007                   | Argentina – México                    | 1-0                                   | Cuartos de final                      |
| 22 de julio de 2007                   | República Checa – Argentina           | 1-2                                   | Final                                 |

| Copa Mundial de Fútbol Sub-20 de 2009 | Copa Mundial de Fútbol Sub-20 de 2009 | Copa Mundial de Fútbol Sub-20 de 2009 | Copa Mundial de Fútbol Sub-20 de 2009 |
| Fecha                                 | Partido                               | Resultado                             | Ronda                                 |
| ------------------------------------- | ------------------------------------- | ------------------------------------- | ------------------------------------- |
| 26 de septiembre de 2009              | Ghana – Uzbekistán                    | 2-1                                   | Fase de grupos                        |
| 30 de septiembre de 2009              | Brasil – República Checa              | 0-0                                   | Fase de grupos                        |
| 13 de octubre de 2009                 | Brasil – Costa Rica                   | 1-0                                   | Semifinal                             |

| Copa Mundial de fútbol de 2010 | Copa Mundial de fútbol de 2010    | Copa Mundial de fútbol de 2010 | Copa Mundial de fútbol de 2010 |
| Fecha                          | Partido                           | Resultado                      | Ronda                          |
| ------------------------------ | --------------------------------- | ------------------------------ | ------------------------------ |
| 18 de junio de 2010            | Alemania – Serbia                 | 0-1                            | Fase de grupos                 |
| 25 de junio de 2010            | Corea del Norte – Costa de Marfil | 0-3                            | Fase de grupos                 |
| 28 de junio de 2010            | Países Bajos – Eslovaquia         | 2-1                            | Octavos de final               |

| Copa Mundial de Fútbol Sub-20 de 2013 | Copa Mundial de Fútbol Sub-20 de 2013 | Copa Mundial de Fútbol Sub-20 de 2013 | Copa Mundial de Fútbol Sub-20 de 2013 |
| Fecha                                 | Partido                               | Resultado                             | Ronda                                 |
| ------------------------------------- | ------------------------------------- | ------------------------------------- | ------------------------------------- |
| 26 de junio de 2013                   | Nueva Zelanda – Uruguay               | 0-2                                   | Fase de grupos                        |
| 2 de julio de 2013                    | Francia – Turquía                     | 4-1                                   | Octavos de final                      |

## Temporadas
| Categoría          | País   | Año       |
| ------------------ | ------ | --------- |
| Tercera División   | España | 1994-1995 |
| Segunda División B | España | 1995-1997 |
| Segunda División   | España | 1997-2000 |
| Primera División   | España | 2000-2019 |

## Premios
- Premio Don Balón (2): 2005 y 2007
- Silbato de oro de Primera División (1): 2006
- Trofeo Guruceta (2): 2007 y 2010
- Trofeo Vicente Acebedo (2): 2009 y 2010

## Reconocimientos
El 2019 fue reconocido con:
- La Medalla de Oro y Brillantes de la Real Federación Española de Fútbol.[10][11][12][13]
- La Medalla de Oro de Navarra al mérito deportivo otorgada por el Gobierno de Navarra.[14][15][16][17]
- Premio Good People Cotif: 2020[18]